# Hoogerheide
Hoogerheide ist ein Ort und Sitz der Verwaltung der Gemeinde Woensdrecht in der Provinz Noord-Brabant in den Niederlanden und deren größter Ort. Hoogerheide hat etwa 9400 Einwohner und liegt etwa 9 km südlich von Bergen op Zoom und 24 km nördlich des Stadtzentrums von Antwerpen. Innerhalb der Grenzen des Ortes befindet sich ein Großteil der Vliegbasis Woensdrecht, einem Militärflugplatz der niederländischen Streitkräfte.
Der Ort ist über die Anschlussstelle Hoogerheide an die Autobahnen A 4 und A58 angeschlossen, die Provinzialstraße N 289 verläuft durch den Ort. Die Grenzen zur niederländischen Provinz Zeeland sowie die Staatsgrenze zu Belgien sind jeweils nur wenige Kilometer entfernt. 
In dem Ort wird seit 1988 ein landesweit bekanntes Cyclocross-Rennen namens GP Adrie van der Poel veranstaltet, das nach dem in Hoogerheide geborenen Radrennfahrer Adrie van der Poel benannt ist und traditionell den Abschluss des Weltcups bildet. 2009, 2014 und 2023 fanden die UCI-Weltmeisterschaften der Sportart in Hoogerheide statt.